# ブンカンカ
ブンカンカ（学名: Xanthoceras sorbifolium, Bunge）は、ムクロジ科ブンカンカ属の植物の一つ。漢字では文冠果と表記する。本種１種でブンカンカ属を構成する。学名から、キサントセラス・ソルビフォリウムと呼ばれる。

## 概要
中国北東部、中国南部、モンゴル東部、朝鮮半島全域にかけて自生する樹高8mほどの落葉中木である。上へ向かって伸びる穂状花序で、花は白色。中心部は黄色をしている。花弁数は五枚で花弁は一枚ごとに離れている。開花して暫く経つ（凡そ2～3日）と中心部の黄色の部分は薄紅色に変化していく。花が終わると4～6cmの蒴果が出来て、中には直径1cmほどの黒色の種子ができる。この種子は非常に硬いが、原産地の中国では、搾油され、石鹸に利用されたり、未熟な白色の種子は食用にされたりする。葉は羽状複葉で、小葉は粗目の鋸歯を持ち、ニワウルシや、サンショウ、ナナカマドに似る。葉は展開しきっても比較的柔らかい。

## 利用
前述の通り、種子は搾油や食用の目的で採取される場合がある。また、樹皮や新芽は煮詰められたり、煎じて内服されたりして生薬となる。関節炎やリウマチに効用があるとされている。

## 栽培方法
耐乾性、耐寒性、耐暑性に優れ、乾燥した黄土地帯でも成育が可能であり、極めて剛健な性質を示す。ただし、成育速度はかなり遅い。日本での花期は4～5月頃であり、剪定は生育期の夏頃～秋頃に行う。施肥は2か月に一回ほど有機質肥料を施肥する。顕著な病気には罹患しないが、トチノキヒメヨコバイ、クスサンの幼虫やテッポウムシの食害を幹や葉に受けることがある。日本では流通する事は稀で、植物園等でしか見られない。

## 名称について
属名のXanthocerasは、Xantho（黄色）＋Ceras（角）の合成語であり、「黄色い角」という意味になる。花弁の間に見られる黄色い線状の突起に由来する。和名の由来は本種の漢名の「文冠果‐ブンカンカ」に由来する。別名「文灯果」とも呼ばれる。種小名のSorbifoliumは、「ナナカマド属の葉に似た」という意味がある。

## 下位分類
ブンカンカ属はソルビフォリウム種１種のみで構成される。
- キサントセラス・ソルビフォリウム

　（Xanthoceras sorbifolium）

## ギャラリー

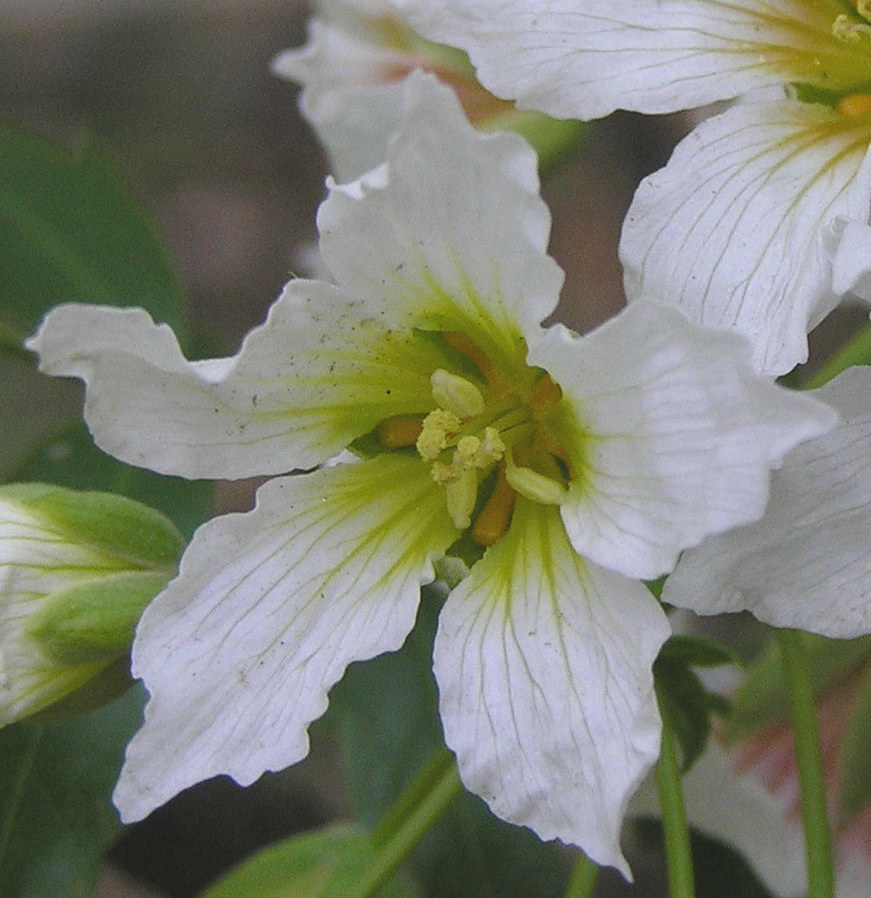
黄色い線状の部分が認められる。
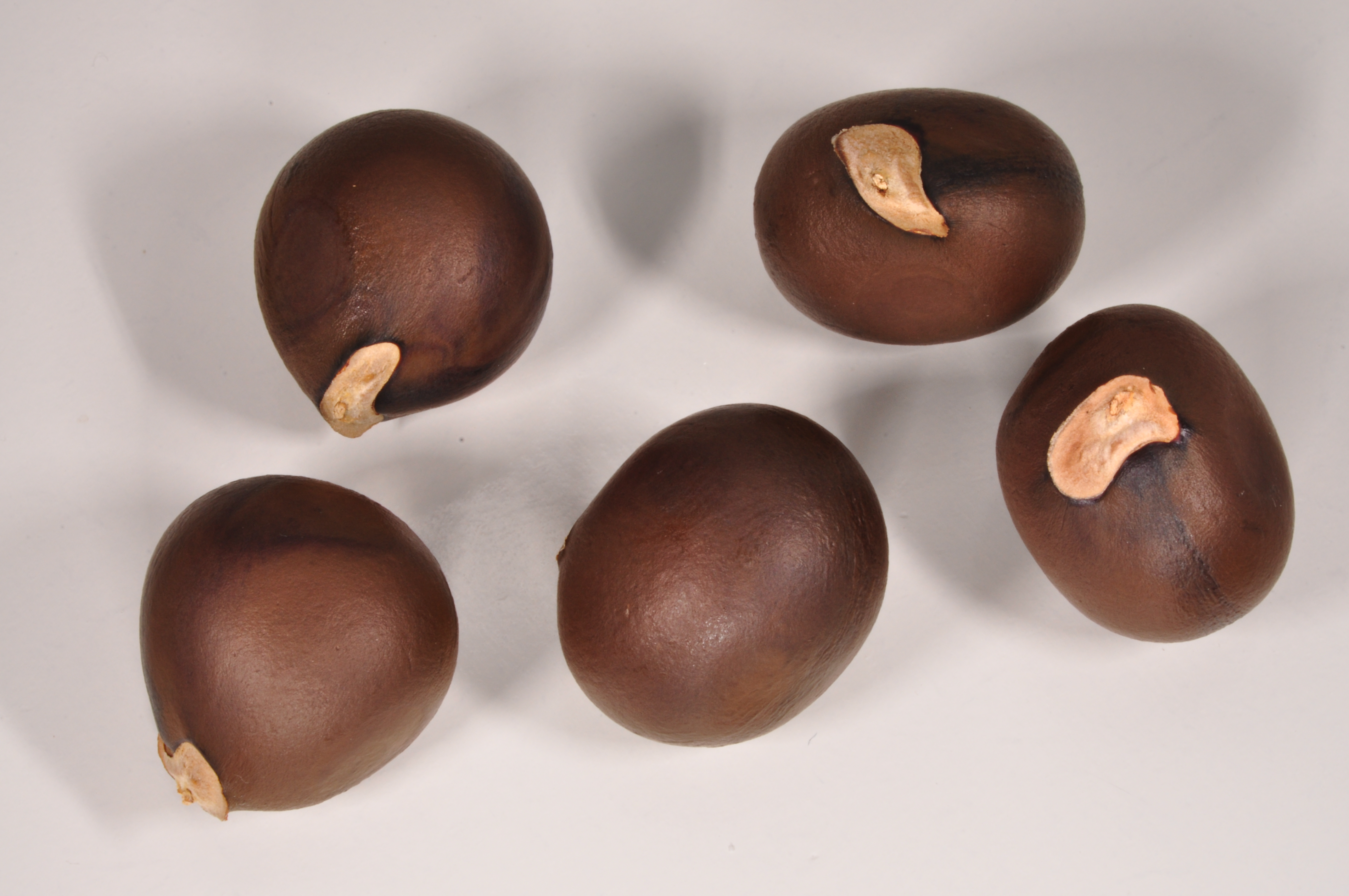
熟した種子
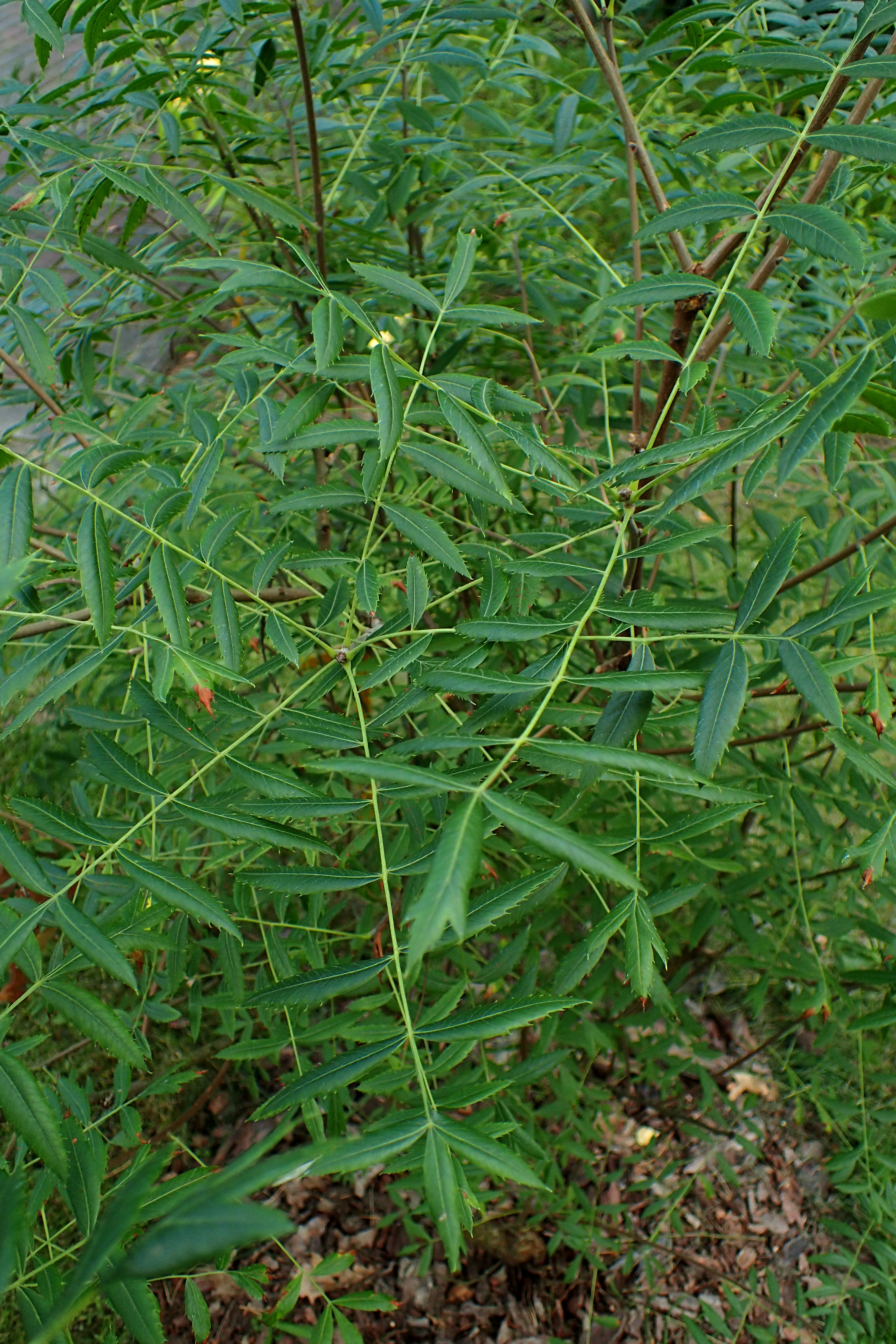
葉
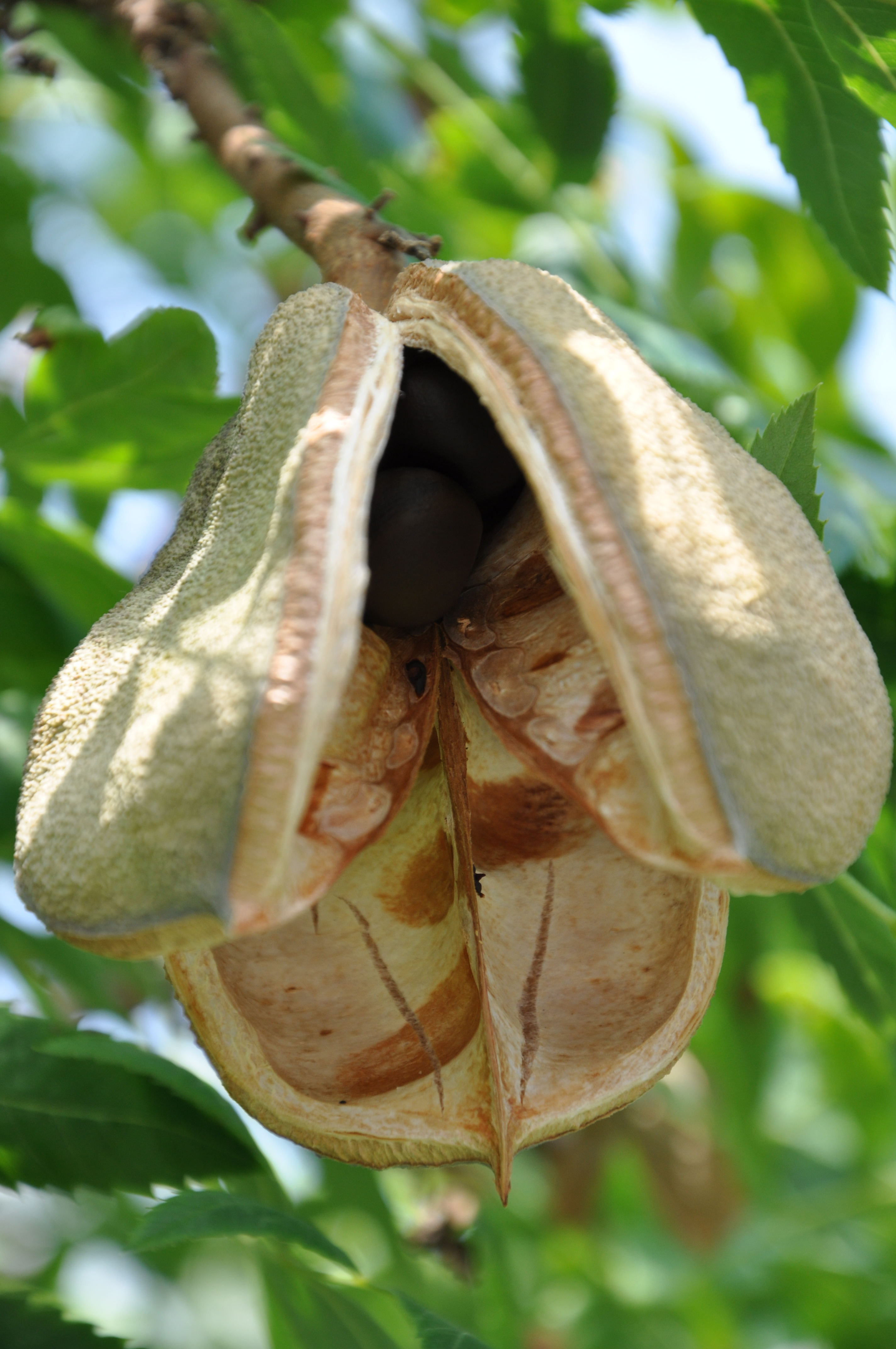
開いた蒴果
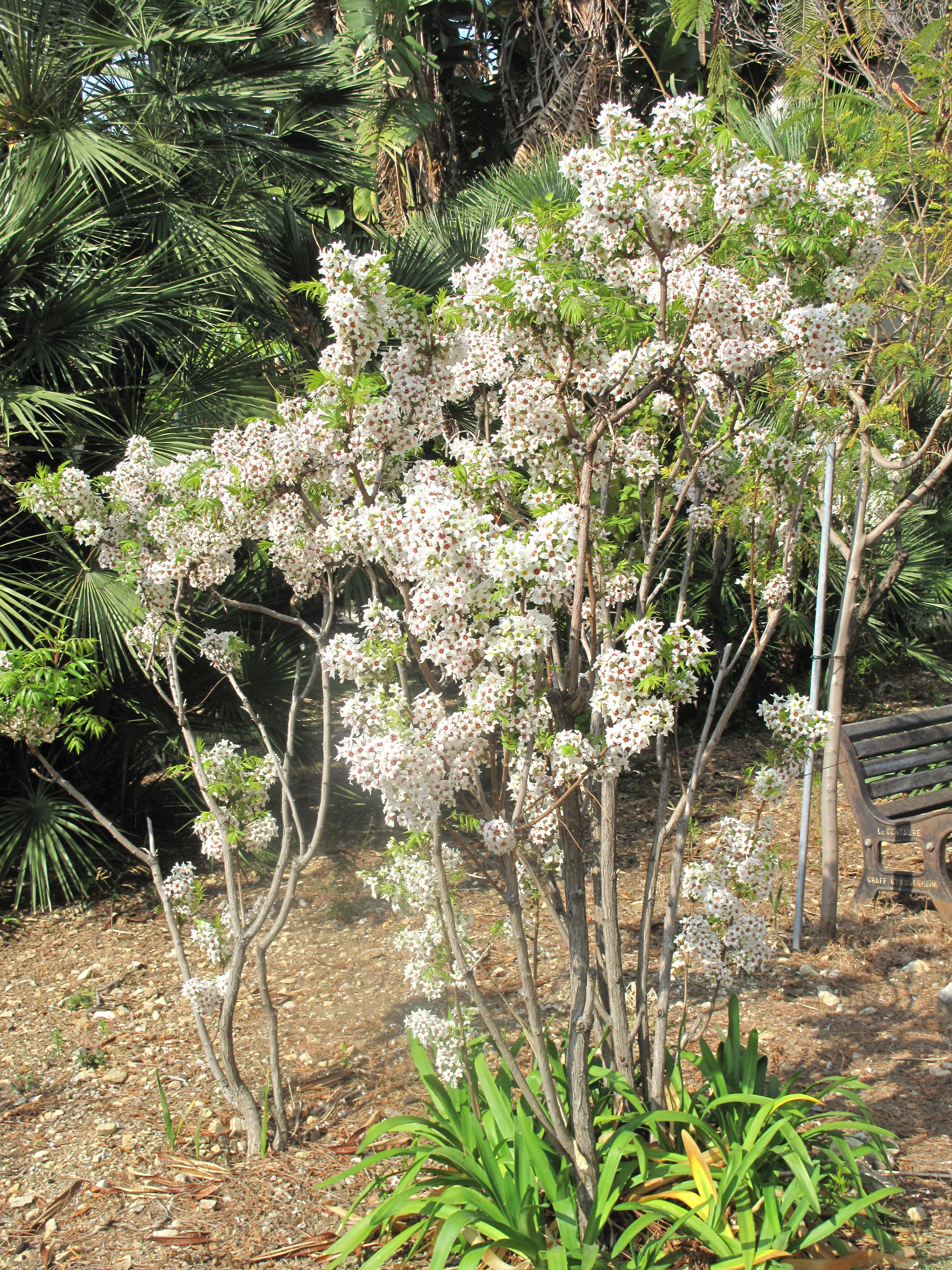
花は一斉に咲く